# شامکان
شامکان، شهری است از توابع بخش شامکان و در شهرستان ششتمد استان خراسان رضوی ایران که در ۶ فروردین ۱۴۰۰ و با حکم وزیر کشور به شهر ارتقاء یافت.
شامکان در مجاورت خط مرزی فیمابین شهرستان‌های سبزوار و نیشابور واقع شده و در فاصله ۶۵ کیلومتری از شهر سبزوار قرار دارد. این شهر مرکز بخش شامکان می‌باشد و مردم آن به زبان فارسی خراسانی با گویش سبزواری صحبت می‌کنند.

## جمعیت
این شهر در بخش شامکان قرار داشته و بر اساس سرشماری سال ۱۳۹۵ جمعیت آن ۱٬۸۸۲ نفر
بوده است.